# Klaus Haupt
Klaus Dieter Haupt (* 29. Mai 1943 in Jena) ist ein deutscher Politiker (FDP). Von 1995 bis 1997 war er Vorsitzender der FDP in Sachsen und von 1998 bis 2005 Mitglied des Deutschen Bundestages.

## Leben und Beruf
Nach dem Besuch der Polytechnischen Oberschule besuchte Haupt von 1959 bis 1962 das Institut für Lehrerbildung in Weimar in der Fachrichtung Unterstufe. Von 1961 bis 1989 war er als Lehrer in Hoyerswerda tätig. 1967 nahm er das Lehrerstudium an der Pädagogischen Hochschule Potsdam auf, welches er 1971 als Diplomlehrer beendete.
Nach der Wende wurde Haupt 1990 zum Beigeordneten für Bildung, Kultur, Sport und Tourismus im Landratsamt Hoyerswerda gewählt. Dieses Amt hatte er bis 1995 inne. Von 1996 bis 1998 übte Haupt die Funktion des Geschäftsführers des Zweckverbandes „Elstertal“ aus.
Klaus Haupt ist verwitwet und hat zwei Söhne.

## Politik
Haupt hat sich seit 1986 in der LDPD engagiert und wurde nach der Wende Mitglied der FDP. Von 1990 bis 1994 war er zugleich Stadtrat und FDP-Fraktionsvorsitzender in Hoyerswerda. Von 1995 bis 1997 war er Vorsitzender der FDP Sachsen und gehörte in dieser Funktion dem FDP-Bundesvorstand an. Von 1997 bis 1999 war Haupt stellvertretender FDP-Landesvorsitzender. Von 1998 bis 2005 war er Kreisvorsitzender der FDP in Kamenz/Hoyerswerda.
Klaus Haupt war vom 26. Oktober 1998 bis 2005 für zwei Legislaturperioden Mitglied des Deutschen Bundestages. Er gehörte in dieser Zeit der Kinderkommission des Deutschen Bundestages an. Haupt kandidierte im Bundestagswahlkreis Kamenz – Hoyerswerda – Großenhain.
Unterlagen über seine politische Tätigkeit befinden sich im Archiv des Liberalismus der Friedrich-Naumann-Stiftung für die Freiheit in Gummersbach.